# ロジスティクス (ミュージシャン)
ロジスティクス（Logistics）は、イギリス・ケンブリッジ出身のマット・グレシャム（Matt Gresham）によるドラムンベースのソロユニット。グレシャムは音楽プロデューサーやDJも務める。2004年以来ホスピタル・レコードと契約。
兄のダン・グレシャムはダラム大学で音楽を学んでからNu:Toneとして活動するドラムンベースのプロデューサーであり、2003年にBrand.Nuを立ち上げると同時にホスピタル・レコードとも契約し、ロンドン・エレクトリシティやハイ・コントラストと並ぶ同レーベルの看板アーティストである。

## ディスコグラフィ

### アルバム
- 2005 – ウェポンズ・オブ・マス・クリエーション・2サンプラー (Weapons of Mass Creation 2 Sampler)
- 2006 – ナウ・モア・ザン・エヴァー (Now More Than Ever)
- 2008 – リアリティ・チェックポイント (Reality Checkpoint)
- 2009 – クラッシュ、バン、ワロップ! (Crash, Bang, Wallop!)
- 2010 – スペースジャムズ (Spacejams)
- 2012 - フィアー・ノット(Fear Not)

### EP
- 2004 - スペースジャムEP
- 2005 - リリース・ザ・プレッシャーEP
- 2006 - シティ・ライフEP
- 2007 - ワイド・レンズEP